# Space Race
Space Race este un joc arcade dezvoltat de Atari, Inc. și lansat la 16 iulie 1973. A fost al doilea joc al companiei, după Pong (1972), care a marcat începutul industriei jocurilor video comerciale. În joc, doi jucători controlează fiecare câte o navă rachetă, cu scopul de a fi primul care își mută nava din partea de jos a ecranului în sus. Pe parcurs sunt asteroizi, pe care jucătorii trebuie să-i evite. Space Race a fost primul joc video arcade de curse și primul joc cu scopul de a traversa ecranul evitând obstacolele.
Dezvoltarea Space Race a fost începută în vara anului 1972 sub numele Asteroid de către co-fondatorul Atari Nolan Bushnell, pe baza ideilor lui și ale co-fondatorului Ted Dabney⁠(d). Designul final a fost realizat de Dabney, posibil cu asistența lui Bushnell și a designerului jocului Pong, Allan Alcorn⁠(d). Jocul a fost planificat să fie creat rapid pentru a îndeplini un contract anterior cu Midway Manufacturing⁠(d). Ingineria și prototipizarea au fost realizate de Alcorn; apoi proiectul finalizat a fost oferit către Midway pentru a fi lansat ca Asteroid, în același timp Atari a produs propria sa versiune aproape identică cu Space Race. Cincizeci de mașini arcade Space Race au fost produse cu un design din fibră de sticlă de către George Faraco înainte ca restul producției să treacă la un standard mai ieftin.
Space Race nu a avut succes comercial; Bushnell a declarat că a fost mult mai puțin popular decât Pong. Midway a susținut că lansarea Space Race a încălcat contractul Atari cu ei pentru Asteroid, iar companiile au fost de acord ca Atari să renunțe să mai primească plățile de redevențe pentru joc.

## Moștenire
Space Race nu a avut succes comercial; Nolan Bushnell l-a descris ca fiind „nu la fel de reușit ca Pong”, iar Ralph Baer susține că a vândut în jur de 1.500 de unități.   A inspirat o clonă, Astro Race din 1973 al lui Taito și, potrivit lui Bushnell, a inspirat și o clonă nereușită produsă de Nutting Associates.  Midway a considerat că lansarea Space Race a încălcat contractul lor cu Atari pentru Asteroid, iar cele două companii au convenit în schimb să renunțe la reducerea de trei procente a redevențelor Atari pentru mașinile Asteroid.  Baer susține că Asteroid s-a vândut în 2.000 de unități, făcând Asteroid și Space Race al optulea și al nouălea cel mai bine vândut joc video arcade din 1973, potrivit lui.
În ciuda importanței jocului Space Race ca al doilea joc al lui Atari și primul după Pong, piața jocurilor video arcade din 1973 a fost dominată în mare măsură de clonele de Pong; în timp ce Pong a fost al patrulea joc video arcade produs vreodată, Space Race a fost aproximativ al patrusprezecelea, cu nouă clone Pong între ele și în mare parte doar alte clone completând restul lansărilor anului.
Space Race a fost primul joc video de curse arcade, precum și primul joc cu scopul de a traversa ecranul evitând obstacolele, deși câteva jocuri de curse au fost lansate în 1972 pentru consola de jocuri video de acasă Magnavox Odyssey. Jocuri ulterioare din acel gen sunt jocul arcade Frogger⁠(d) și cel pentru Atari 2600 Freeway, ambele din 1981.  O versiune extinsă, cu titlu similar, a Space Race a fost publicată de ANALOG Software în 1981 pentru familia de computere Atari pe 8 biți ca Race in Space.
În iulie 2013, Space Race a fost unul dintre titlurile vândute de Tommo⁠(d) în timpul procedurii de faliment Atari, Inc.